# Colonna di Luglio

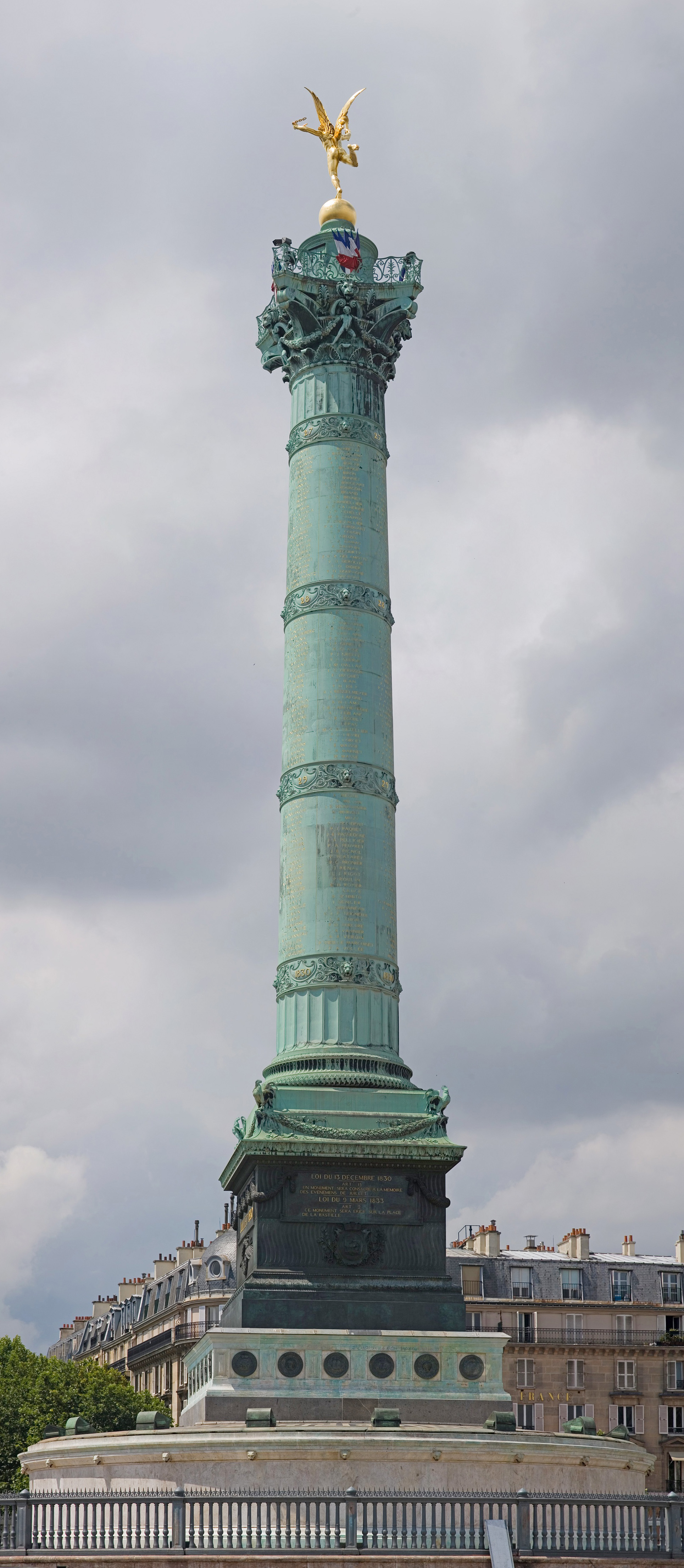
Colonna di luglio al centro di Place de la Bastille

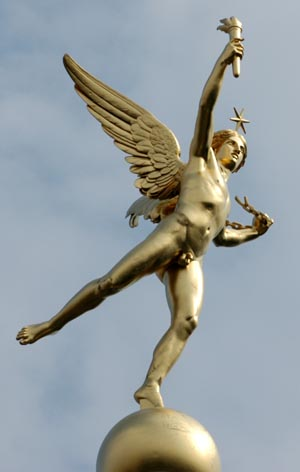
Génie de la Liberté di Dumont

La colonna di Luglio (in lingua francese colonne de Juillet) è un monumento eretto in memoria della rivoluzione di luglio. Essa si trova al centro di Place de la Bastille a Parigi e venne eretta per commemorare le Trois Glorieuses, le "tre gloriose" giornate del luglio 1830 che videro la caduta di Carlo X di Francia e l'inizio della "monarchia di luglio" di Luigi Filippo.
La colonna di Luglio è costituita da 21 tamburi di bronzo del peso di 74 tonnellate. È alta 47 metri ed all'interno contiene una scala a chiocciola. Si trova su una base di marmo bianco decorata da bassorilievi di bronzo, fra i quali il leone di Antoine-Louis Barye è il più famoso. I galletti francesi agli angoli sono anche di Barye. La colonna ha incisi in oro i nomi dei parigini che morirono durante la rivoluzione. Alla sommità, sopra il capitello di ordine corinzio vi è una balconata ampia quasi cinque metri, sormontata da un globo dorato, sul quale è posta una statua, anch'essa dorata, di Auguste Dumont, rappresentante il Génie de la Liberté (lo "spirito della libertà"). Appoggiato su un piede solo come il Mercurio volante del Giambologna, raffigura un nudo alato, coronato di una stella, che brandisce la fiaccola della civiltà e i resti delle catene spezzate. In precedenza la figura è apparsa anche sulla moneta francese da dieci franchi.
Il monumento, una elaborazione di una colonna corinzia, fu progettato dall'architetto Jean-Antoine Alavoine, a seguito dell'incarico ricevuto da Luigi Filippo: la Place de la Bastille venne ufficialmente scelta come sito su cui innalzare il monumento il 9 marzo 1831, e il cittadino-re pose la prima pietra il 28 luglio 1831, primo anniversario della rivoluzione che lo portò al potere. In quella occasione venne cantato al Panthéon un inno su parole di Victor Hugo e musica di Ferdinand Hérold. La colonna di Luglio venne costruita da Joseph-Louis Duc impegnato nel progetto assieme ad Alavoine. Venne infine inaugurata il 28 luglio 1840. Venne eseguita in quella occasione una composizione commissionata per l'evento a Hector Berlioz, dal titolo Grande symphonie funèbre et triomphale, che venne eseguita da una banda, diretta dall'autore, che sfilò in corteo per le strade di Parigi fino a Place de la Bastille. Jean-Pierre Montagny disegnò una medaglia commemorativa per l'occasione.

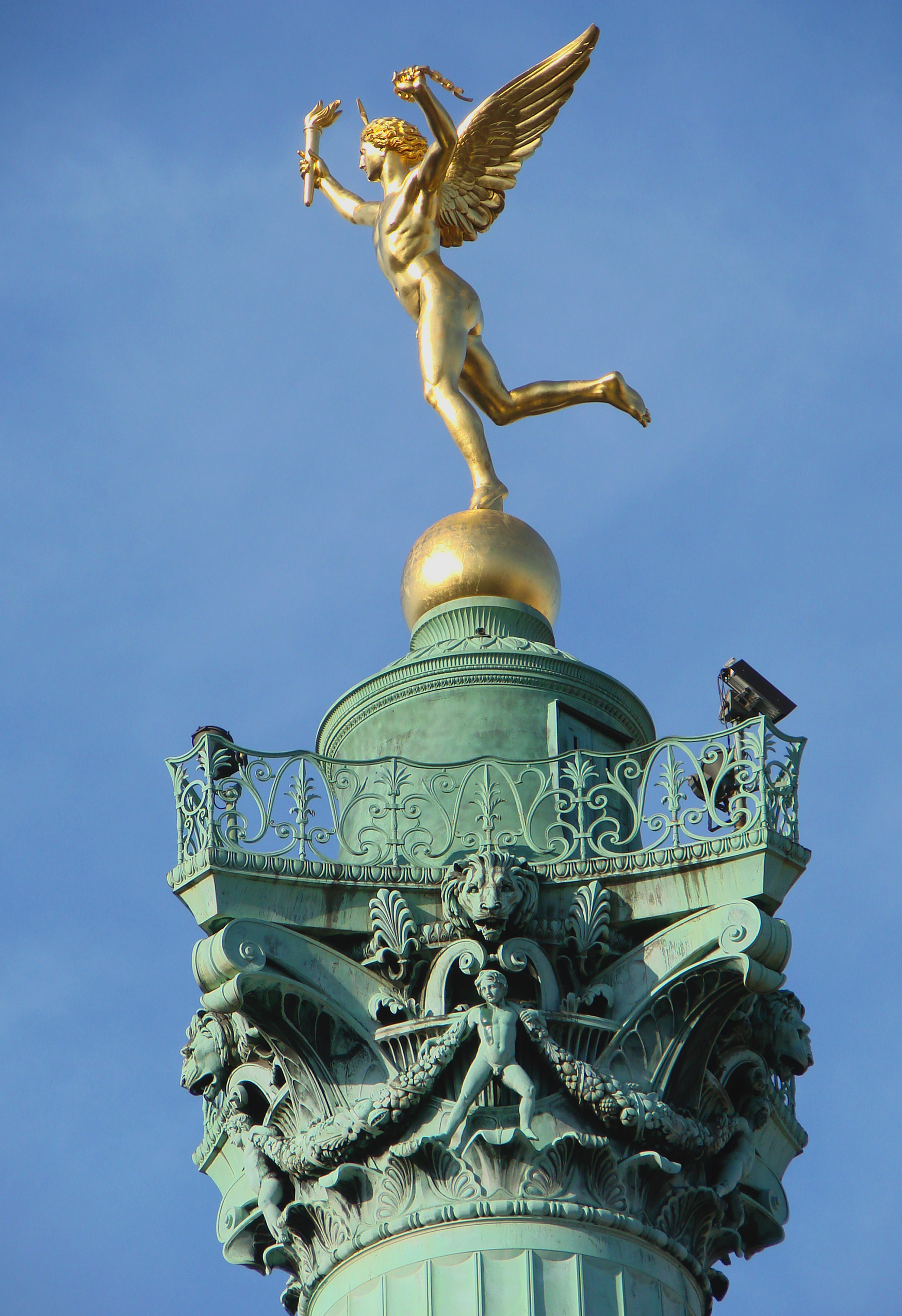
Elaborazione di Jean-Antoine Alavoine di un capitello corinzio di 5 metri.

Un primo progetto per una colonna commemorativa, quella che avrebbe dovuto commemorare la presa della Bastiglia, era stato previsto nel 1792, e una prima pietra venne posta il 14 luglio 1792 ma il progetto non andò a buon fine. La base circolare su cui poggia la colonna venne realizzata durante il Primo Impero francese e sorreggeva una fontana con un elefante al centro. Tuttavia, di quest'ultimo fu costruito, su progetto di Percier e Fontaine, solo un modello in stucco e la scultura in bronzo permanente non fu mai completata a causa di problemi finanziari negli ultimi giorni dell'Impero. La base è stata mantenuta bassa per sostenere lo zoccolo della colonna.
Nelle fondamenta del basamento venne costruito un colombaio per ospitare i resti delle 615 vittime della rivoluzione di luglio. Ulteriori 200 vittime della rivoluzione del 1848 vennero successivamente interrate assieme alle altre. Il trono di Luigi Filippo venne simbolicamente bruciato sulla piazza nel febbraio 1848.
La colonna fece da scena all'ultima disperata resistenza della Comune di Parigi nel 1871.